# 天主教雷亞爾城教區
天主教雷亞爾城教區（拉丁語：Dioecesis Villaregalensis）是葡萄牙一個天主教教區，屬布拉加總教區。教區於1922年4月20日成立。
現任教區主教為安多尼·奧斯定·德-奧利韋羅-阿澤韋多，榮休主教為阿曼迪奧·若瑟·托馬斯。教區位於雷亞爾城區。2011年，有289,900名教友，估轄區總人口98.7%，有264個堂區、119名司鐸、3名終身執事、20名修士、101名修女。